# François Dumont (Maler)

François Dumont; Selbstporträt

François Dumont (* 1751 in Lunéville; † 1831 in Paris) war ein französischer Miniaturmaler und Hofmaler von Ludwig XVI., Marie-Antoinette, Ludwig XVIII. und Karl X.

## Leben
François Dumont erhielt seine ersten künstlerischen Unterricht in Lunéville beim Bildhauer Mathis und später bei Girardet in Nancy. Mit 17 Jahren reiste er nach Paris, wo er rasch ein erfolgreicher Miniaturmaler wurde; ab 1786 war er Hofmaler von Marie-Antoinette. Er hielt sich 1786 in Rom auf und wurde 1788 Mitglied der Königlichen Akademie. 1789 heiratete er Nicole Vestier, die Tochter des Miniaturmalers Antoine Vestier, und erhielt ein Jahr später von König Ludwig XVI. eine Wohnung im Louvre. Obwohl im Ancien Régime mit der hohen Aristokratie verbunden, wurde Dumont erst im September 1793 verhaftet, später aber wieder freigelassen. Von 1789 bis 1831 stellte Dumont regelmäßig im Salon de Paris aus. Obwohl er angeblich keinen Unterricht erteilte, werden im Livret der Salons die Miniaturmaler Tony Dumont und Louis Alexandre als seine Schüler bezeichnet.

## Werke (Auswahl)

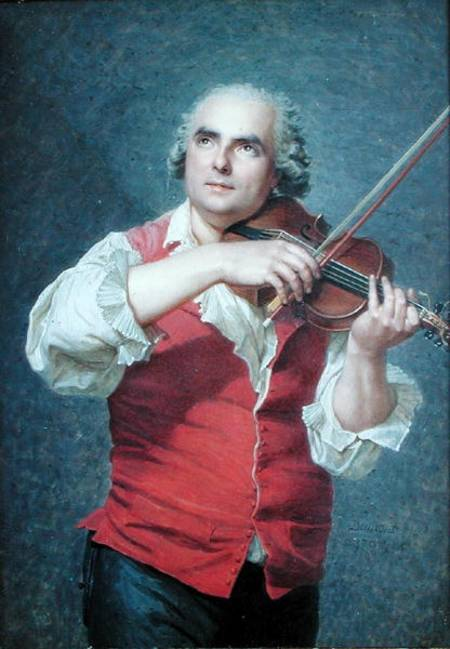
Marie-Alexandre Guenin (1744–1819), Öl auf Leinwand, 1791
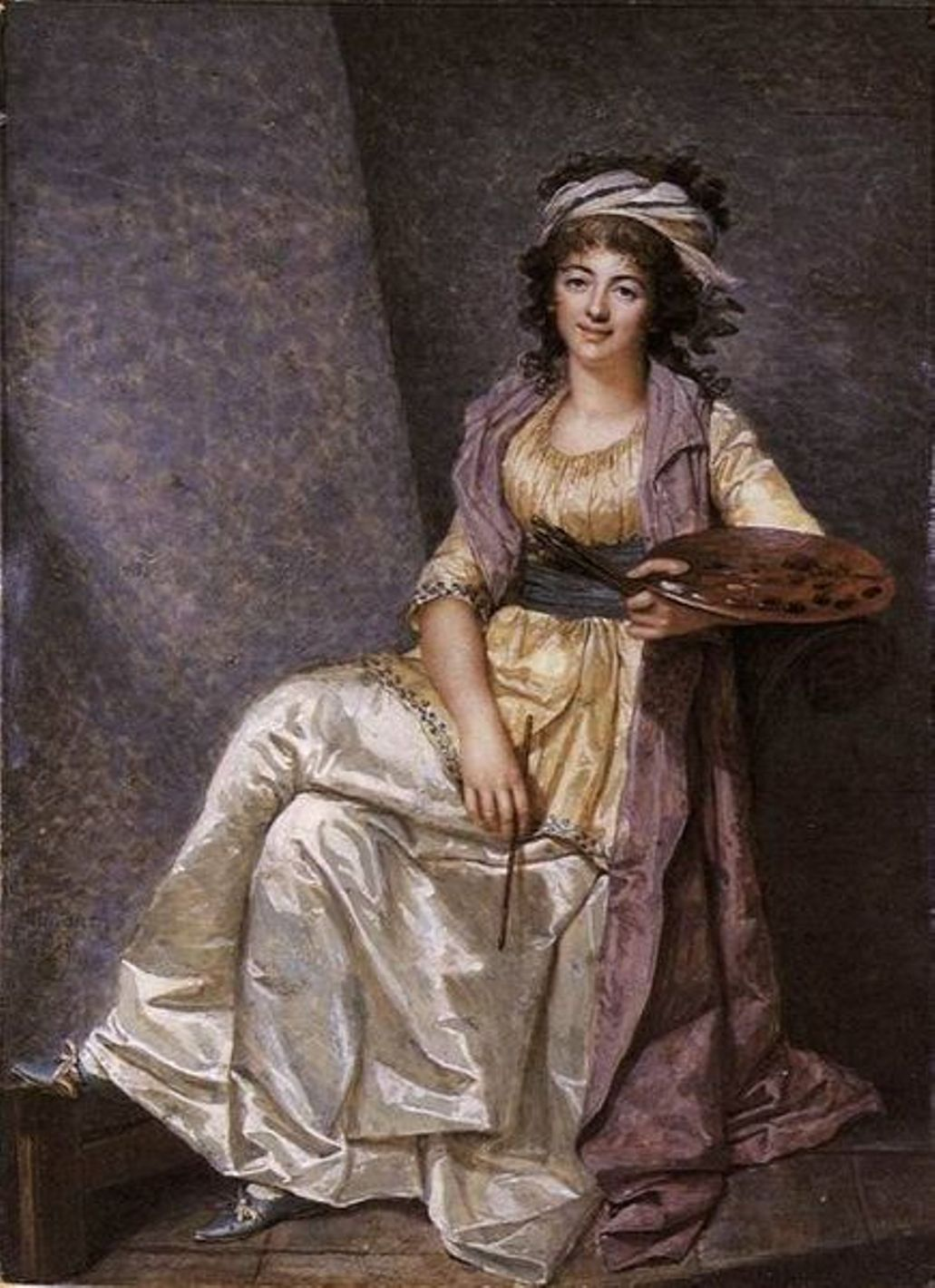
Marguerite Gérard, Öl auf Leinwand, 1793
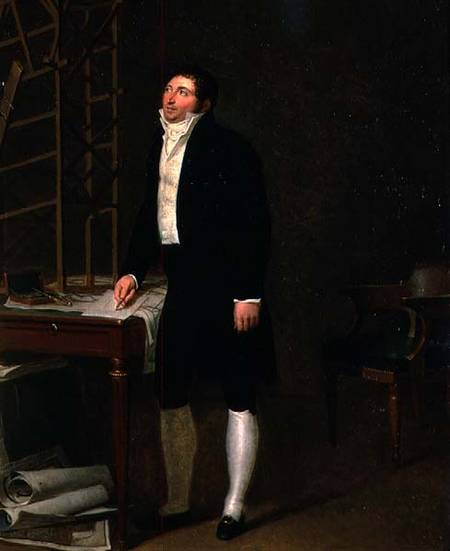
Der Architekt, Öl auf Leinwand, um 1795
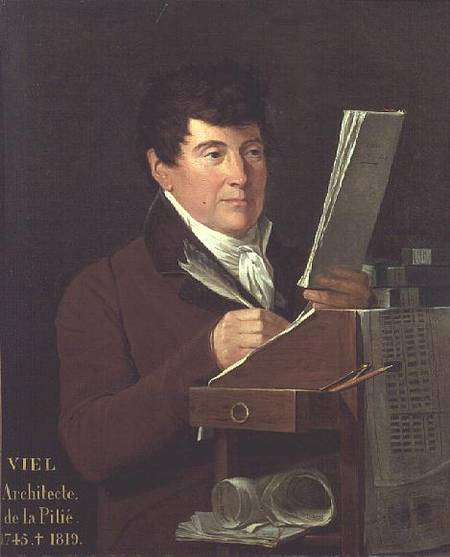
Charles François Viel (1745–1819), Öl auf Leinwand, um 1800
Selbstporträt mit Ehefrau, Tochter und Sohn